# Alan Stulin
Alan Stulin (* 5. Juni 1990 in Bolesławiec) ist ein deutsch-polnischer Fußballspieler, der vorrangig als linker Außenverteidiger eingesetzt wird.

## Verein
Der gebürtige Pole begann seine Vereinskarriere beim SV Edenkoben und kam 2007 über den FSV Offenbach in die Jugend des 1. FC Kaiserslautern, wo er als defensiver Mittelfeldspieler zum Einsatz kam. Nach 46 Einsätzen und sieben Toren in der U19-Bundesliga spielt er ab 2009 für die zweite Mannschaft des FCK in der Regionalliga. Dort funktionierte Alois Schwartz ihn zum linken Außenverteidiger um.
Zur Saison 2010/11 rückte er in den Profikader des Vereins und unterschrieb einen Profivertrag bis 2012. Er kam in der Bundesliga jedoch nicht zum Einsatz und stand ausschließlich im Kader der zweiten Mannschaft.
Nachdem er schon Ende Mai ein Probetraining beim polnischen Erstligisten GKS Bełchatów absolviert hatte, unterschrieb er dann Mitte Juli 2012 einen Einjahresvertrag mit Option auf ein weiteres Jahr. Am 19. August 2012, dem 1. Spieltag der Saison 2012/13, kam Stulin zu seinem Debüt im Profifußball, als er im Auswärtsspiel gegen Wisła Krakau (0:1) in der Startelf stand. Im Dezember 2012 wurde er jedoch aus dem Kader der ersten Mannschaft gestrichen und trainierte nur noch mit der Nachwuchsmannschaft.
Im Januar 2014 verpflichtete ihn der deutsche Regionalligist Wormatia Worms. Bei der Wormatia avancierte Stulin zum Stammspieler, was im April 2015 zur Verlängerung seines auslaufenden Vertrages um ein weiteres Jahr führte. 2018 folgte dann der Wechsel zu Alemannia Aachen, doch nach nur fünf Ligaspielen schloss er sich ein Jahr später dem luxemburgischen Erstligisten FC UNA Strassen an. Dort absolvierte Stulin in fünf Spielzeiten 97 Pflichtspiele für den Verein und qualifizierte sich im letzten Jahr als Tabellensechster sogar für die UEFA Europa Conference League.
Zur Saison 2024/25 wechselte der Außenverteidiger dann zum Erstliga-Absteiger UN Käerjéng 97. Trotz des sofortigen Wiederaufstiegs mit 10 Ligaeinsätzen ging Stulin nach einem Jahr weiter zum deutschen Rheinlandligisten SV Rot-Weiss Wittlich.

## Nationalmannschaft
Im Oktober 2008 absolvierte Stulin drei Partien für die polnische U-19-Nationalmannschaft und erzielte dabei einen Treffer. Dieser gelang ihm beim 2:2-Unentschieden in der EM-Qualifikation gegen Bosnien. Am 10. Oktober 2010 spielte er dann noch für die U-20-Auswahl gegen Deutschland (0:0).

## Erfolge
- Südwestpokalsieger: 2018
- Mittelrheinpokalsieger: 2019

## Sonstiges
Alan Stulins jüngere Schwester Natalie-Wanda (* 1993) spielt ebenfalls Fußball und steht derzeit beim deutschen Regionalligisten FC Viktoria Berlin unter Vertrag. Sein Vater Slawomir (* 1968) war für den SV Edenkoben und den SC Hauenstein in der Regionalliga West/Südwest aktiv.